# Cleisostoma tenuifolium
Cleisostoma tenuifolium är en orkidéart som först beskrevs av Carl von Linné, och fick sitt nu gällande namn av Leslie Andrew Garay. Cleisostoma tenuifolium ingår i släktet Cleisostoma, och familjen orkidéer. Inga underarter finns listade i Catalogue of Life.